# Kostolné
Kostolné (in ungherese Nagyegyházas) è un comune della Slovacchia facente parte del distretto di Myjava, nella regione di Trenčín.
Ha dato i natali a Matej Metod Bella (1869-1946), pastore protestante, politico e avvocato.